# Puerta de Notre Dame
La Puerta de Notre Dame, también conocida como la Puerta de Notre Dame de la Grace ( en italiano: Porta della Maria Vergine delle Grazie), la Puerta Cottonera, la Puerta Żabbar ( en maltés: Il-Mina ta' Ħaż-Żabbar ) o Bieb is-Sultan ( "Puerta del Rey" en maltés), es la puerta principal de las Líneas Cottonera, ubicada en Birgu, Malta. La puerta fue construida en 1675 en estilo barroco, y actualmente se utiliza como sede de la organización patrimonial Fondazzjoni Wirt Artna.

## Historia
La construcción de las Líneas Cottonera comenzó en agosto de 1670, cuando se temía un ataque otomano tras la caída de Candia. La puerta de Notre Dame se construyó en 1675 como puerta principal de las líneas, y su diseño se atribuye a Romano Carapecchia o Mederico Blondel. La puerta se encuentra dentro de la Cortina de Notre Dame, entre los bastiones de Notre Dame y Santiago, frente a la ciudad de Żabbar. Está situada en el punto más alto de la zona de Cottonera, y su tejado se utilizaba para retransmitir señales entre La Valeta y las defensas costeras de la parte oriental de Malta. La puerta estaba originalmente protegida por un foso y una tenaille.

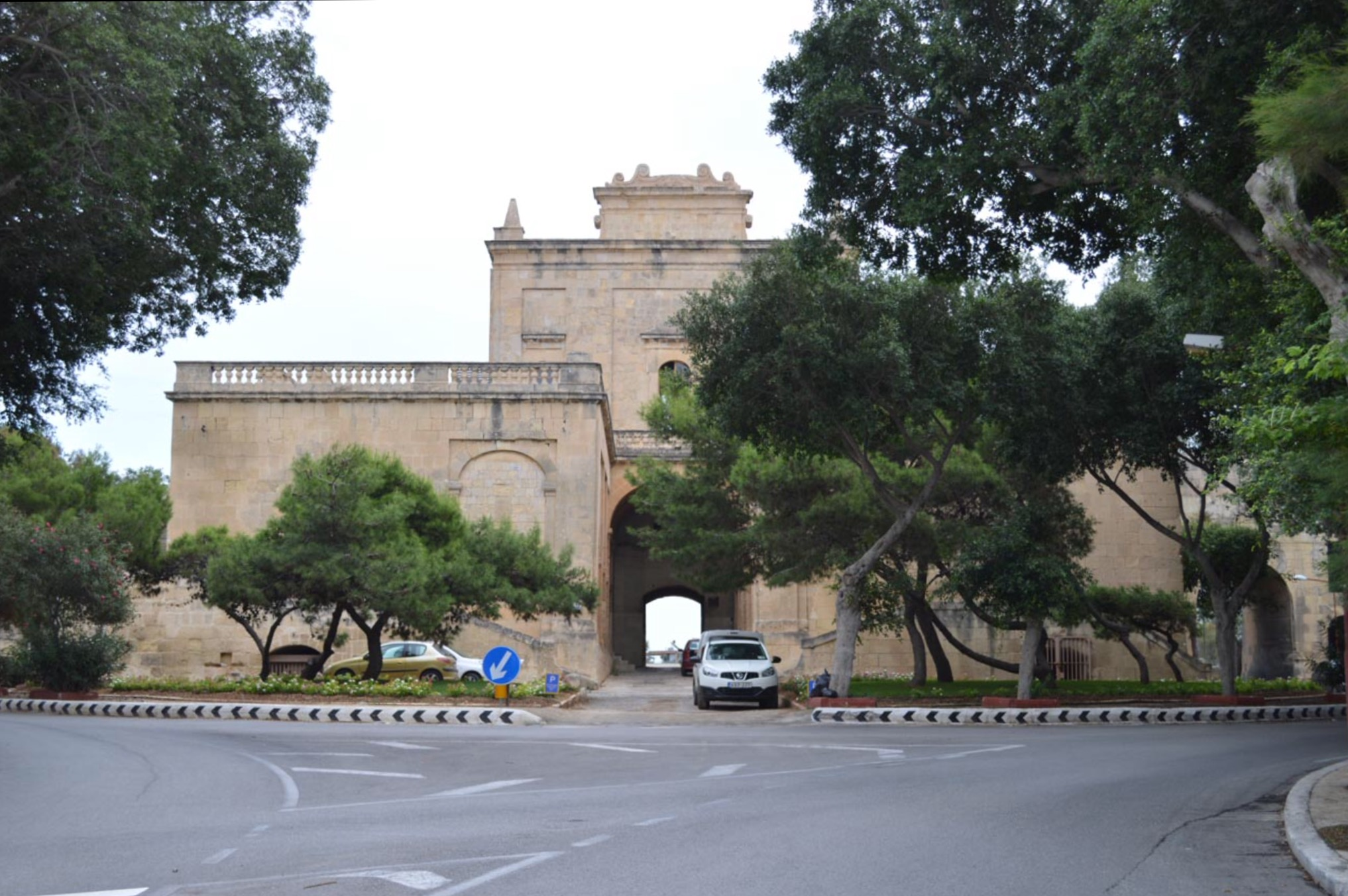
Vista trasera de la puerta

La puerta permaneció en uso a lo largo de los años del dominio hospitalario, francés y británico. La puerta sirvió gradualmente como complemento del Hospital Militar Cottonera (ahora St. Edward's College ) luego de su construcción en 1870. Muchos soldados heridos fueron acomodados dentro de la puerta durante la Primera Guerra Mundial.
El foso de la puerta se rellenó y el puente levadizo se eliminó en algún momento después de la década de 1930, mientras que la tenaille se demolió. La puerta fue dañada por los bombardeos aéreos durante la Segunda Guerra Mundial, cuando uno de los bloques de barracas adyacentes recibió un impacto directo.
A principios del siglo XXI, la puerta de Notre Dame pasó a manos de Malta Heritage Trust, Fondazzjoni Wirt Artna, que trasladó sus oficinas principales a la parte superior de la puerta a finales de 2005. Desde entonces, la fundación ha llevado a cabo una serie de trabajos de restauración en partes de la puerta, que ahora está abierta al público una vez por semana.
La puerta fue incluida en la Lista de Antigüedades de 1925, junto con el resto de las Líneas Cottonera. En la actualidad está catalogada como monumento nacional de grado 1, y también figura en el Inventario Nacional de Bienes Culturales de las Islas Maltesas.

## Arquitectura
La Puerta de Notre Dame está construida en estilo barroco, tiene cinco niveles e incluye cámaras subterráneas, dos bloques de barracas y una superestructura que consiste en una garita construida en dos niveles, una veranda y una cima de señalización. La fachada monumental está decorada con pilastras corintias, y tiene un panel con un trofeo de armas que rodea un busto de bronce del Gran Maestre Nicolas Cotoner y una placa de mármol con una inscripción en latín.
El busto fue fundido por Pietro Sances de Messina en la década de 1670, y se considera una de las obras de arte en bronce más importantes de Malta. Durante la ocupación francesa de Malta, el busto fue tomado por los franceses como botín de guerra, pero fue devuelto a Malta por los británicos. Hubo algunos intentos fallidos de robar el busto en la década de 1960, y fue restaurado entre 2004 y 2008.

## Otras lecturas
- Attard, Anton (2006). «Birgu: Città Vittoriosa». Qrendi; Malta: A Birgu Local Council Publication, Bestprint Co. Ltd. pp. 52-53.
- Cutajar, Tony C. (2008). Il-Misteru ta' Bieb is-Sultan. Book Distributors Limited. ISBN 99909-93-95-5.